# Ɛ̧̌
Cette page contient des caractères spéciaux ou non latins. S’ils s’affichent mal (▯, ?, etc.), consultez la page d’aide Unicode.
Ɛ̧̌ (minuscule : ɛ̧̌), appelé epsilon caron cédille, est un graphème utilisé dans l’écriture de certaines langues camerounaises. Il s’agit de la lettre epsilon diacritée d’un caron et d’une cédille.

## Utilisation
En langues camerounaises suivant l’Alphabet général des langues camerounaises, ‹ ɛ̧ › représente un E ouvert nasalisé et le caron indique le ton montant : [ɛ̃˩˥]. Il ne s’agit d’une lettre à part entière, et elle placée avec l’epsilon sans accent ou avec un autre accent dans l’ordre alphabétique.

## Représentations informatiques
L’epsilon caron cédille peut être représenté avec les caractères Unicode suivants :
- décomposé et normalisé (latin étendu B, Alphabet phonétique international, diacritiques) :

| formes    | représentations | chaînes de caractères | points de code       | descriptions                                                           |
| --------- | --------------- | --------------------- | -------------------- | ---------------------------------------------------------------------- |
| capitale  | Ɛ̧̌               | Ɛ◌̧◌̌                   | U+0190 U+0327 U+030C | lettre majuscule latine e ouvert diacritique cédille diacritique caron |
| minuscule | ɛ̧̌               | ɛ◌̧◌̌                   | U+025B U+0327 U+030C | lettre minuscule latine epsilon diacritique cédille diacritique caron  |